# Executioner's Song
Executioner's Song è il primo album in studio del gruppo musicale thrash metal canadese Razor, pubblicato nel 1985 da Viper Records in Canada e da Roadrunner Records in Europa.
| Recensione   | Giudizio |
| ------------ | -------- |
| Metal Forces | [ 4 ]    |

## Il disco
L'album è uscito in vinile e in musicassetta un anno dopo la pubblicazione dell'EP Armed and Dangerous. Il disco è stato rimasterizzato e pubblicato per la prima volta in CD da Attic Records nel 2002 e poi ristampato nel 2009 dalla Viper Records. Nel 2014 l'etichetta Storm From The Past Records lo ha ripubblicato in formato LP.
Le canzoni Take This Torch, Fast And Loud, Hot Metal e The End sono versioni remissate di quelle già apparse sul precedente EP.

## Tracce
Testi di Mike Campagnolo, musiche di Dave Carlo eccetto dove indicato.
1. Take This Torch – 3:18 (testo: Dave Carlo)
2. Fast and Loud – 4:21 (testo: Dave Carlo)
3. City of Damnation – 3:45
4. Escape the Fire – 3:36
5. March of Death – 3:45
6. Distant Thunder – 4:05
7. Hot Metal – 2:21
8. Gatecrasher – 3:01
9. Deathrace – 3:30
10. Time Bomb – 3:46 (testo: Dave Carlo)
11. The End – 2:08 (testo: Stace McLaren – musica: Dave Carlo, Mike Embro, Mike Campagnolo)

## Formazione
- Stace "Sheepdog" McLaren – voce
- Dave Carlo – chitarra
- Mike Campagnolo – basso
- Mike "M-Bro" Embro – batteria